# Bárak
Bárak (hebrejsky בָּרָק‎, Barak), přepisováno též jako Barák, je starozákonní biblická postava, která stála v čele Debořiny armády. Jeho jméno tvoří hebrejský výraz, který může mít tyto významy: „blesk, blýskání, blýskavice, hromy a blesky“. Podle židovské tradice byl vojevůdce Bárak znám též pod jménem Michael (hebrejsky מִיכָאֵל, Micha’el, česky „Kdo je jako Bůh?“) a Lapidót (hebrejsky לַפִּידוֹת, Lapidot, česky „Pochodně“), přičemž byl manželem zmíněné Debory. Lapidót se mu říkalo proto, že byl výrobcem velmi kvalitních knotů pro chrámovou menoru, a jméno Michael souviselo s jeho působením v Sanhedrinu – židovskou tradicí je totiž považován jak za soudce, tak význačného tradenta ústní Tóry. Izák Abrabanel v řetězci těchto tradentů zařazuje soudce Báraka na páté místo ihned po Ehúdovi a za šestého tradenta považuje soudce Gedeóna.

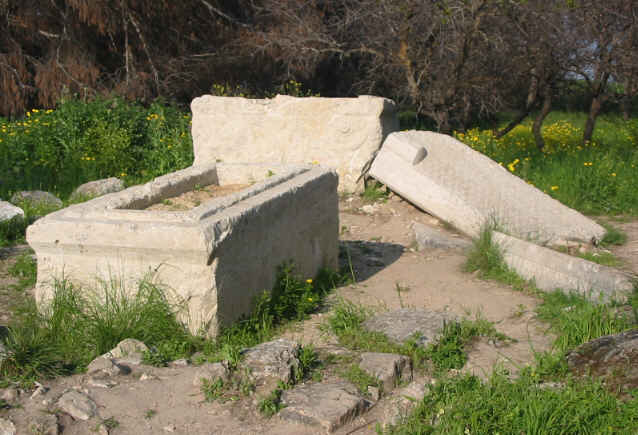
Hrob nedaleko Tel Kádeše, tradičně spojovaný s Bárakem, nebo Deborou

## Biblicko-historické pozadí

### Izrael znovu odpadává od Boha
Biblická kniha Soudců popisuje několikeré periody v historické fázi Izraele po obsazení zaslíbené země, kdy po čase věrnosti Hospodinu přišlo období odpadnutí. V časech odpadnutí Hospodin posílal na Izrael nepřátelské vojsko, které izraelský lid utlačovalo. Tím byl Izrael nucen hledat skutečnou pomoc, kterou nenacházel ve svém modlářství, ale jedině u Hospodina. Ve chvíli, kdy se rozpomněli na Hospodina, Hospodin jim vybral soudce, který vedl lid k osvobození a následnému období věrnosti.

### Jabín
Příběh Báraka je posazen do období, kdy Hospodin vydal Izrael do ruky kenaánského krále Jabína, jenž kraloval v Chasóru. Nejvyšším velitelem Jabínových vojsk byl muž jménem Sísera, sídlící v Charošet-hagójímu. Jeho vojsko mělo devět set železných vozů. Jabín utlačoval Izrael násilím dvacet let.

### Soudkyně Debóra
Bible o lidu Izraele říká, že dále páchali to, co je zlé v Hospodinových očích. Soudce Ehúd už zemřel, a v tomto období byla v Izraeli soudkyní vyvolena žena jménem Debóra.

## Bárakova rodina

### Bárakův otec
Kniha Soudců uvádí, že otcem Báraka byl jistý Abínoam, přepisováno též jako Abinoem (hebrejsky אֲבִינֹעַם, Avinoʻam, česky „Otec je potěšení“), který pocházel „z neftalíjské Kedeše“ (Soudců 4:6), což bylo město, jež dobyl Jozue a přidělil ho do dědičného vlastnictví izraelského kmene Neftalí. Bárak, stejně jako jeho otec, tedy pocházel z kmene Neftalí.

## Bárakův příběh

### Povolání
Soudkyně Debóra poslala pro Báraka, a řekla mu, že Hospodin přikázal, aby shromáždil deset tisíc mužů z kmene Neftalí a Zabulón. Bárak si kladl podmínky. Debóra potvrdila splnění podmínek, ale zároveň vyslovila proroctví, že slávu z tohoto vítězství nebude mít Bárak. Hospodin totiž vydá Síseru do rukou ženy.

### Útok
Bárak uposlechl, shromáždil bojovou skupinu a vydali se na pochod.

Sísera shromáždil celou svou bojovou jízdu, 900 vozů a celé své vojsko k potoku Kíšon. Barák na pokyn Debóry, že Hospodin vydal Síseru Bárakovi do rukou zahájil útok. Hospodin uvedl ostřím meče ve zmatek Síserovu vozbu i celý tábor. Sísera seskočil z vozu a prchal pěšky.

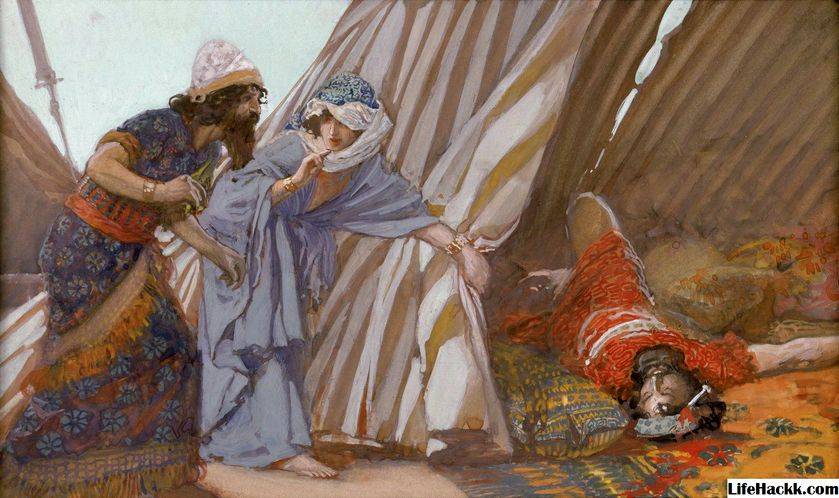
Jáel ukazuje Bárakovi mrtvého Síseru. (Autor: Albert Josef Moore)

### Poražen ženou
Sísera přijal úkryt v domě ženy, jménem Jáel, která byla ženou Kénijce Chebera, neboť mezi Kénijcem Cheberem a chasórským králem Jabínem byl mír. Uklidněn usnul a ve spánku byl rukou Jáel zabit. Jáel pak už jen vyběhla vstříc Bárakovi a ukázala mu zabitého Síseru.

## Debořina píseň
Po vítězství se Bárak přidal k Deboře a společně zpívali vítěznou píseň.